# (100029) Varnhagen
(100029) Varnhagen – planetoida z pasa głównego asteroid okrążająca Słońce w ciągu 5 lat i 40 dni w średniej odległości 2,96 j.a. Została odkryta 10 października 1990 roku przez Freimuta Börngena i Lutza Schmadela. Przed nadaniem nazwy planetoida nosiła oznaczenie tymczasowe (100029) 1990 TQ10.